# 大字小嶺
大字小嶺（おおあざこみね）は福岡県北九州市八幡西区の大字。住居表示未実施。郵便番号は807-0081。

## 地理
八幡西区の南部に位置し、北に町上津役東，大字上上津役、東から南に大字畑、南西から西に小嶺台、北西に小嶺と接する。

### 湖沼
- 小嶺大池

## 地域の特徴
かつて遠賀郡小嶺村と呼ばれていた地域のうち住居表示されずに残った部分であり、山間部。第三善興園，黒崎小嶺霊園がある。

## 歴史

### 地名の由来
遠賀郡小嶺村に由来する。

### 沿革
- 1878年（明治11年）11月1日 - 郡区町村編制法の福岡県での施行により、行政区画としての遠賀郡が発足。遠賀郡小嶺村となる。
- 1889年（明治22年）4月1日 - 町村制施行により、上上津役村、下上津役村、小嶺村、市瀬村、引野村、穴生村の6村が合併し、上津役村が発足。小嶺村は上津役村大字小嶺となる。[4]
- 1937年（昭和12年）5月 - 上津役村が八幡市に編入。上津役村大字小嶺は八幡市大字小嶺となる。
- 1963年（昭和38年）2月1日 - 八幡市、戸畑市、小倉市、若松市、門司市の5市が合併し、北九州市が発足。八幡市大字小嶺は北九州市八幡区大字小嶺となる。
- 1963年（昭和38年）4月1日 - 北九州市が政令指定都市に指定され、八幡区、戸畑区、小倉区、若松区、門司区の5区を設置。北九州市八幡区大字小嶺は北九州市八幡区大字小嶺となる。
- 1974年（昭和49年）4月1日 - 八幡区が八幡西区と八幡東区に分かれ、北九州市八幡西区大字小嶺となる[5]。
- 1982年（昭和57年）6月1日 - 大字小嶺の一部が小嶺台一丁目 - 四丁目になる[6]。
- 1984年（昭和59年）6月1日 - 大字小嶺の一部が大平三丁目，船越三丁目になる[7]。
- 1986年（昭和61年）6月1日 - 大字小嶺の一部が小嶺一丁目 - 三丁目，町上津役東三丁目，下畑町になる[8][9]。
- 1988年（昭和63年）6月1日 - 大字小嶺の一部が千代一丁目になる[10][11]。

## 世帯数と人口
2025年（令和7年）3月31日現在（北九州市発表）の世帯数と人口は以下の通りである。
| 大字     | 世帯数 | 人口 |
| -------- | ------ | ---- |
| 大字小嶺 | 28世帯 | 28人 |

### 人口の変遷
国勢調査による人口の推移。
| 1995年（平成7年）  | -人   | [ 12 ] |  |
| 2000年（平成12年） | -人   | [ 13 ] |  |
| 2005年（平成17年） | 120人 | [ 14 ] |  |
| 2010年（平成22年） | 117人 | [ 15 ] |  |
| 2015年（平成27年） | 115人 | [ 16 ] |  |
| 2020年（令和2年）  | 124人 | [ 17 ] |  |

### 世帯数の変遷
国勢調査による世帯数の推移。
| 1995年（平成7年）  | -世帯 | [ 12 ] |  |
| 2000年（平成12年） | -世帯 | [ 13 ] |  |
| 2005年（平成17年） | 1世帯 | [ 14 ] |  |
| 2010年（平成22年） | 1世帯 | [ 15 ] |  |
| 2015年（平成27年） | 1世帯 | [ 16 ] |  |
| 2020年（令和2年）  | 1世帯 | [ 17 ] |  |

## 学区
市立小・中学校に通う場合、学区は以下の通りとなる。
| 番地 | 小学校               | 中学校               |
| ---- | -------------------- | -------------------- |
| 全域 | 北九州市立八児小学校 | 北九州市立八児中学校 |

## 施設

### 社会福祉施設
- 第三善興園

### その他
- 黒崎小嶺霊園